# لوئی سنیه
لوئی سنیه (فرانسوی: Louis Seigner‎؛ ۲۳ ژوئن ۱۹۰۳ – ۲۰ ژانویهٔ ۱۹۹۱) یک هنرپیشه اهل فرانسه بود. وی بین سال‌های ۱۹۳۳ تا ۱۹۸۲ میلادی فعالیت می‌کرد.
وی برنده جوایزی همچون لژیون دونور (افسر) شده است.

## فیلم‌شناسی
از فیلم‌ها یا برنامه‌های تلویزیونی که وی در آن نقش داشته است می‌توان به آقای کلاین، بخش ویژه (۱۹۷۵)، بی‌نوایان (۱۹۸۲)، کسوف (۱۹۶۲)، حقیقت (۱۹۶۰)، کنت دو مونت-کریستو (۱۹۵۴)، فرشتگان گناه (۱۹۴۳)، کلاغ (۱۹۴۳) اشاره کرد.